# آدیس آببه
آدیس آببه (امهری: አዲስ አበበ؛ زادهٔ ۵ سپتامبر ۱۹۷۰) دونده دو استقامت اهل اتیوپی بود.